# LOD-Score
In der Genetik wird der LOD-Score als statistische Abschätzung der Plausibilität herangezogen, ob zwei Loci (Genorte) auf demselben Chromosom nah beieinander liegen und somit gekoppelt vererbt werden.
LOD steht für logarithm of the odds oder auch logarithmic odds ratio.
Ein LOD-Score größer drei wird üblicherweise als Indikator für eine Genkopplung angesehen. LOD=3 bedeutet, dass bei einer beobachteten gemeinsamen Übertragung zweier Genorte die Wahrscheinlichkeit 1000 mal größer ist (Logarithmus zur Basis 10), dass die beiden Genorte aufgrund von Kopplung (genetic linkage) anstelle eines zufälligen Ereignisses gemeinsam übertragen wurden.
Die Multilocus-Kopplungsanalyse kann auf zwei Typen von Information beruhen: Paarweiser ("pairwise LOD score"), bei der nur zwei Loci auf einmal berücksichtigt werden und auf multipoint, bei der mehr als zwei Loci berücksichtigt werden.
LOD-Scores sind eine wichtige statistische Kenngröße bei der Identifizierung von Quantitative Trait Loci, also Chromosomenabschnitten, welche die Ausprägung eines bestimmten quantitativen Merkmals beeinflussen.